# Ugandski muzej
Ugandski muzej stoji v Kampali v Ugandi. Prikazuje in razstavlja etnološke, naravoslovne in tradicionalne življenjske zbirke kulturne dediščine Ugande. Ustanovljen je bil leta 1908, potem ko je guverner George Wilson pozval k nabavi »vseh zanimivih predmetov« o Ugandi. Med zbirkami v ugandskem muzeju so glasbeni instrumenti, lovska oprema, orožje, arheologija in entomologija.

## Zgodovina
Ugandski muzej je najstarejši muzej v vzhodni Afriki; uradno ga je ustanovila vlada britanskega protektorata leta 1908 z etnografskim gradivom. Njegova zgodovina sega v leto 1902, ko je namestnik guvernerja George Wilson pozval k zbiranju zanimivih predmetov po vsej državi za postavitev muzeja. Muzej se je začel v majhnem templju Sikhov v Fort Lugardu na hribu Old Kampala. Med leti 1920 in 1940 so arheološke in paleontološke raziskave ter izkopavanja izvajali Church Hill, E. J. Wayland, škof J. Wilson, P. L. Shinnie, E. Lanning in številni drugi, ki so zbrali precejšnje število artefaktov za okrepitev muzeja. Muzej v Fort Lugardu je postal premajhen, da bi hranil vzorce, zato so muzej leta 1941 preselili na šolo za likovno umetnost Margret Trowel na univerzi Makerere University. Kasneje so zbrali sredstva za stalno bivališče in muzej preselili v sedanje mesto, lokacija na hribu Kitante leta 1954. Leta 2008 je muzej dopolnil 100 let.

## Galerije
Muzej ima številne galerije: etnografijo, naravoslovje, tradicionalno glasbo, znanost in industrijo ter zgodnjo zgodovino.

### Etnografska galerija
Etnografski oddelek hrani več kot 100.000 predmetov zgodovinske in kulturne vrednosti. Tradicionalna vrata iz trstike vodijo do razstav o zdravju, sistemih znanja, predmetih vojskovanja, tradicionalnih oblačilih in drugih različnih ceremonialnih praksah v Ugandi.
Etnografska galerija, prej imenovana Plemenska dvorana, je organizirana okoli niza lesenih izložb, od katerih ima vsaka predmete, ki izhajajo iz tradicionalnih kultur ugandskega ljudstva.
- Tradicionalna trstična vrata, ki vodijo v Etnografsko galerijo
- Vitrina Barkcloth
- Tradicionalni leseni stoli iz različnih delov Ugande
- Prikaz tradicionalne pravičnosti
- Gomesi in Kanzu tradicionalna oblačila Ugande

### Glasbena galerija
Glasbena galerija prikazuje obsežno zbirko glasbil iz vzhodne Afrike, ki je zrasla iz zbirke, ki jo je prvotno ustanovil dr. Klaus Wachsmann leta 1948. Glasbila so razvrščena po glavnih skupinah: bobni, tolkala, pihala in godala.
- Pihala
- Pihala
- Tolkala
- Tolkala

## Paleontologija
Ugandski muzej izvaja raziskave po vsej državi, z intenzivnimi raziskavami v regiji Karamoja (Napak, Moroto in Kadam), vzhodni Ugandi ob vznožju gore Elgon (Bukwo) in celotnem zahodnem tektonskem jarku do Delluja, blizu meje Ugande z Južnim Sudanom. Enota za paleontološke raziskave je odkrila fosile, ki so povezani s človeško evolucijo. Na primer, ugandski pithecus (fosilna lobanja oddaljenega bratranca Hominidae) je fosilna opica, stara med 19 in 20 milijoni let, ki je bila odkrita v Napaku. Paleookoljske raziskave okoli območij dediščine so potekale tudi v vzhodni in zahodni Ugandi.
Ugandski muzej sodeluje z univerzo Mbarara, univerzo Makerere, College de Franca, prirodoslovnim muzejem v Parizu in univerzo v Michiganu.

### Zbirke
Široka paleta zbirk obstaja od 1960-ih do danes. Vzorci so razstavljeni v Naravoslovni/Paleontološki galeriji, ki je odprta za javnost. Zbirke v hrambi so na voljo raziskovalcem in študentom na zahtevo.

### Publikacije
Objave ugotovitev je mogoče najti v različnih revijah, vključno z Geo-Pal, spletno znanstveno revijo Ugande.

## Izobraževalna storitev
Ugandski muzej poleg stalnih razstav v galerijah ponuja izobraževalne storitve v obliki predstavitvenih lekcij, programov ozaveščanja, delavnic in brezplačnih storitev. Z uporabo razpoložljivih eksponatov muzej organizira različne aktualne učne ure, povezane s šolskim programom. Po muzeju se izvajajo ogledi študentov, izvajajo se tudi uvodna predavanja z diapozitivi, filmi in drugimi pripomočki. Muzejsko osebje iz oddelka za izobraževanje gre v bolj oddaljene predele države, da bi poučevalo v vaseh, katerih šole ne morejo obiskovati muzejev. Nekateri predmeti so izposojeni šolam, da se uporabljajo kot vizualni pripomočki. Muzej gosti predavanja, javne pogovore in delavnice o relevantnih temah za javnost v avditoriju. Muzej je dobro opremljen s prostori, kot sta menza in internetna kavarna, ki ponujata raznoliko tradicionalno ugandsko hrano, in trgovine z darili, ki prikazujejo ugandske obrti.

## Kulturna vas
Za stavbo muzeja Ugande je kulturna vas s kočami, ki prikazujejo tradicionalne življenjske sloge ljudi v Ugandi. Za obiskovalce, ki želijo izkusiti avtohtone običaje ugandskega ljudstva, je na voljo vrsta kulturnega materiala, kot so leseni lončki za mleko (ebyanzi), posode iz buče, košare, izdelki za izdelavo perlic, izdelki za rog, keramika, jedilni pribor, usnjeni izdelki, orožarna in glasbila. Te hiše vključujejo hišo Bamba, hišo Batooro, hišo Bunyoro, hišo Hima, hišo Ankole in hišo Kigezi, vse pa predstavljajo zahodno regijo. Nekateri bolj zanimivi predmeti v hiši Tooro so posteljnina, zlasti improvizirana lesena postelja, odeja in kraljevi bobni. V hiši Ankole, ki pripada Banyankole, so kuhinjski pripomočki, kot so lonci, sklede iz gline in mešalni kamen, ki prikazuje, kako so Banyankole pripravljali proseni kruh (Kalo) pred izumom mlinskih strojev. V hiši Hima, ki pripada Bahimi, so mlečne buče, ki se uporabljajo za shranjevanje mleka, in dolgi rogovi, ki predstavljajo vrsto goveda, ki je včasih prevladovalo v Hima kraalih. Obstaja tudi losjon iz mleka, s katerim so mazali bodočo nevesto.
Iz vzhodne Ugande je hiša Busoga, hiša Jopadhola, hiša Bugisu, hiša Teso in hiša Karamojong. Hiša Bugisu je med drugim posejana z orodji za obrezovanje, vključno z noži in pokrivali. V hiši Teso je več kalabašev, ki se uporabljajo za varjenje in pitje malve, priljubljene lokalne pijače v vzhodni Ugandi. Tu so tudi mešalni kamni in lonci za pripravo kalo, ki je ena njihovih glavnih jedi. Druge hiše so Acholi, Lango, Alur in Madi vse iz severne Ugande. Nekatere od teh hiš vsebujejo puščice in loke, ki so jih uporabljali predvsem kot zaščitno orodje in za lov. Hiša Baganda predstavlja ljudi iz osrednje regije. V hiši so tkanine, bobni, košare za Luwombo, lovske mreže, lesene sandale (emikalabanda) in igra Omweso, priljubljena med Bagando.

## Arhitektura
Stavba muzeja je zgodovinska znamenitost, ki jo je zasnoval nemški arhitekt Ernst May. Stavba je bila zasnovana z dovolj naravne svetlobe in zraka, da se zagotovi ustrezno ohranjanje predmetov.

## Grožnje muzeju
V letu 2011 je bil muzejski kompleks Ugande (ki vključuje sedež Ugande Wildlife Authority) pod grožnjo rušenja. Ugandska vlada je na tem mestu nameravala zgraditi vzhodnoafriški trgovinski center (včasih imenovan tudi stolp Kampala). Leta 2011 so štiri organizacije civilne družbe, Historic Resources Conservation Initiatives (HRCI), Cross Cultural Foundation of Uganda (CCFU), Historical Buildings Conservation Trust (HBCT) in Jenga Afrika, tožile vlado Republike Ugande na sodišču, da bi ustavila vladnih načrtov.